# عمر العبداللات (رسام كاريكاتير)
عمر عدنان العبداللات رسام كاريكاتير أردني (مواليد لندن 1978)، نال شهادة البكالوريوس في التصميم الجرافيكي من جامعة العلوم التطبيقية في عمّان عام 2001 وتدرب في الولايات المتحدة، بدأ مشواره الفني بالتصميم الجرافيكي، ثم انتقل إلى رسم الكاريكاتير، ويعمل اليوم في شركة «خرابيش» للإنتاج الفني، وينشر أعماله في موقع رسوم - وهو موقع مختص بنشر الكاريكاتير العربي السياسي. وهو صاحب الشخصية الكاريكاتيرية الأردنية «عوض أبو شفة». شارك في عدة معارض محلية وعربية.
فاز بعدة جوائز كان منها في تركيا وإيران، كما فاز عام 2012 بالجائزة الأولى ضمن مسابقة ربيع الكاريكاتير العربي، الذي نظمته إذاعة هولندا العالمية على هامش معرض أيام الكاريكاتير العالمي الذي اُقيم في مدينة هارلم الهولندية. يشار بالذكر إلى أن الفنان عمر العبداللات هو ابن الضابط السابق في الجيش الأردني عدنان العبداللات.